# Peróxido orgânico

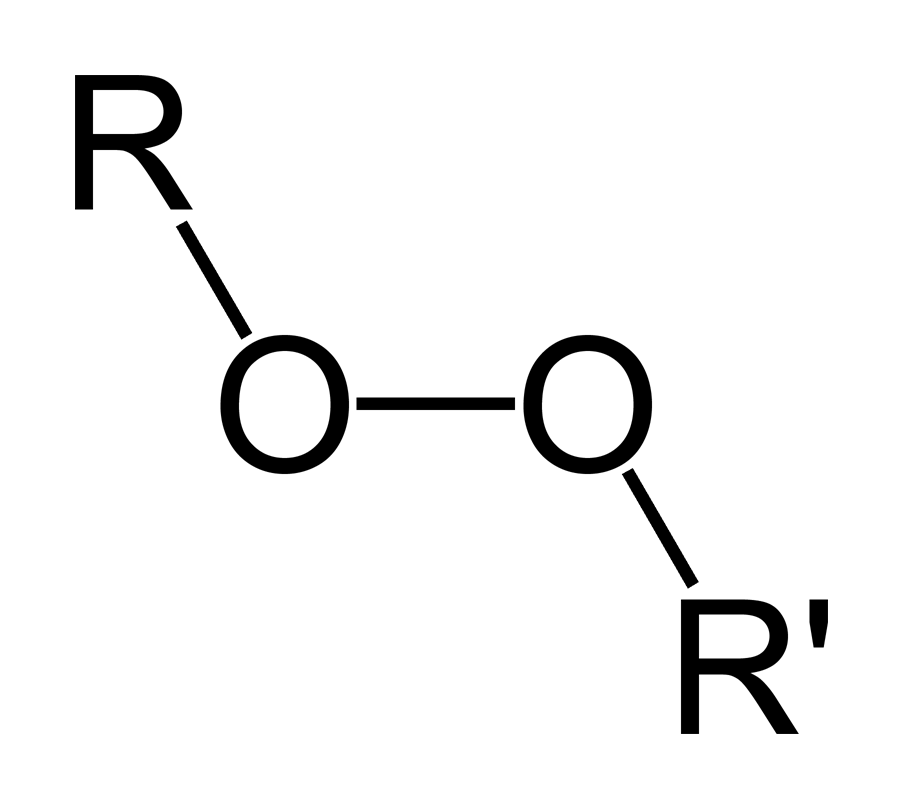
Estrutura geral de um peróxido orgânico.

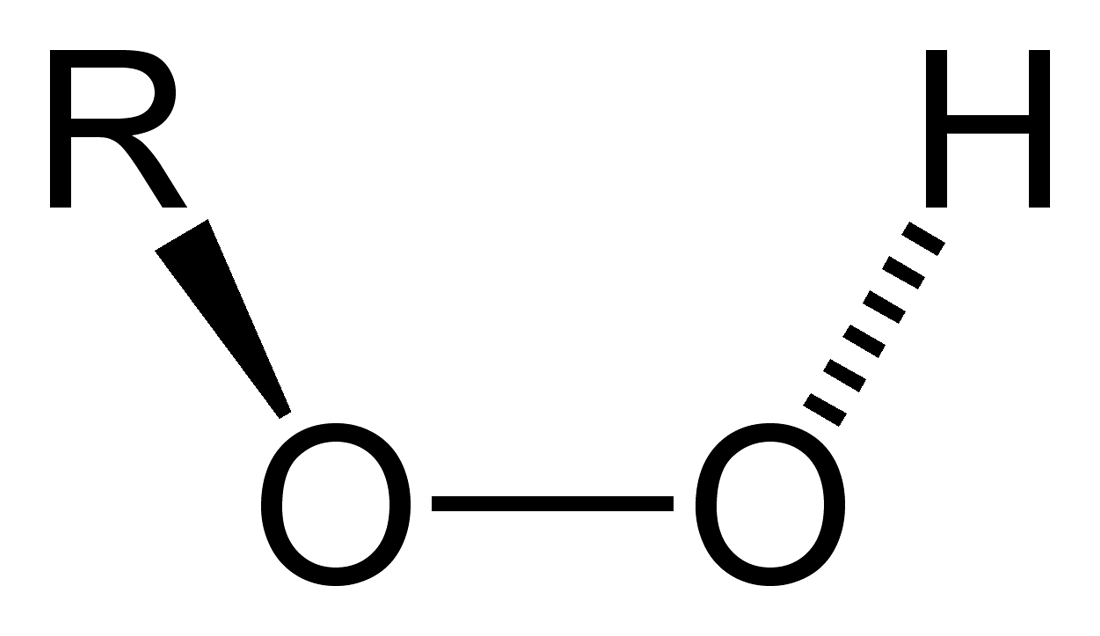
Estrutura geral de um hidroperóxido orgânico.

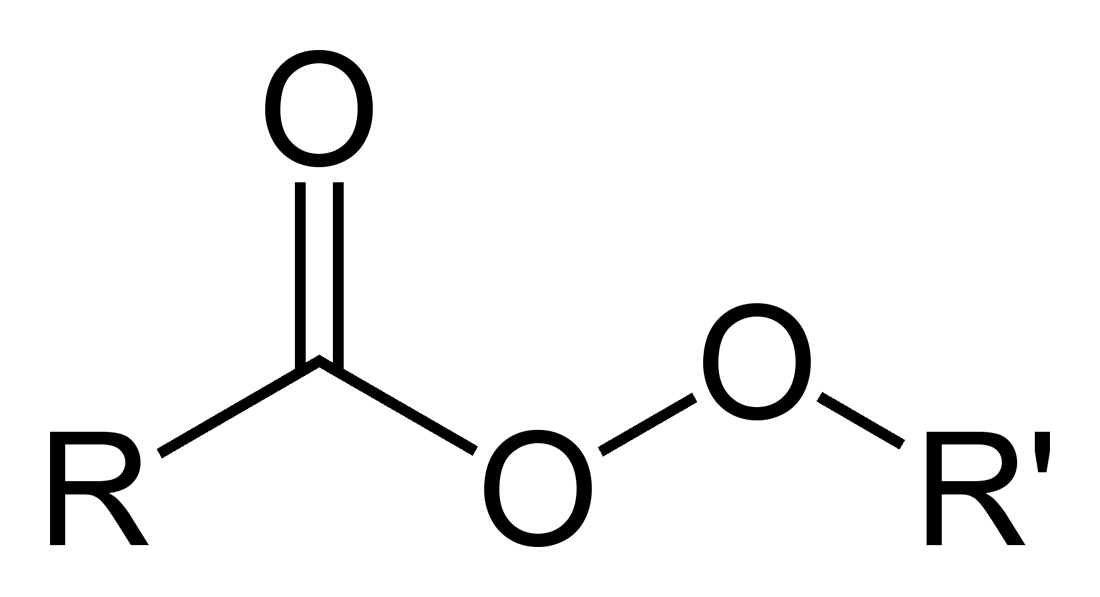
Estrutura geral de um peréster.

Um peróxido orgânico é um composto orgânico que contém o grupo funcional peróxido (ROOR'). Se R' é o hidrogênio, o composto é denominado um hidroperóxido orgânico. Um peréster tem a estrutura geral RC(O)OOR'.
A ligação O-O se rompe facilmente e forma radicais livres da forma RO·. Isto faz com que os peróxidos orgânicos sejam muito úteis como iniciadores para alguns tipos de polimerizações, tais como as resinas epóxi usadas em plástico reforçado com vidro. O peróxido de metiletil cetona (MEKP) e peróxido de benzoíla são usados comumente para este propósito. Entretanto, a mesma propriedade significa também que os peróxidos orgânicos podem, tanto intencional ou inintencionalmente, iniciar a polimerização explosiva em materiais com ligações químicas insaturadas, e este processo tem sido utilizado em explosivos.
Muitos peróxidos orgânicos são altamente inflamáveis, materiais explosivos, frequentemente potentes e voláteis. Uma quantidade tão pequena como 5 mg de peróxido de éter dietílico pode romper aparatos laboratoriais de vidro. Os peróxidos orgânicos, como suas contrapartes inorgânicas, são poderosos agentes branqueadores.